# الجمعية الجغرافية المصرية

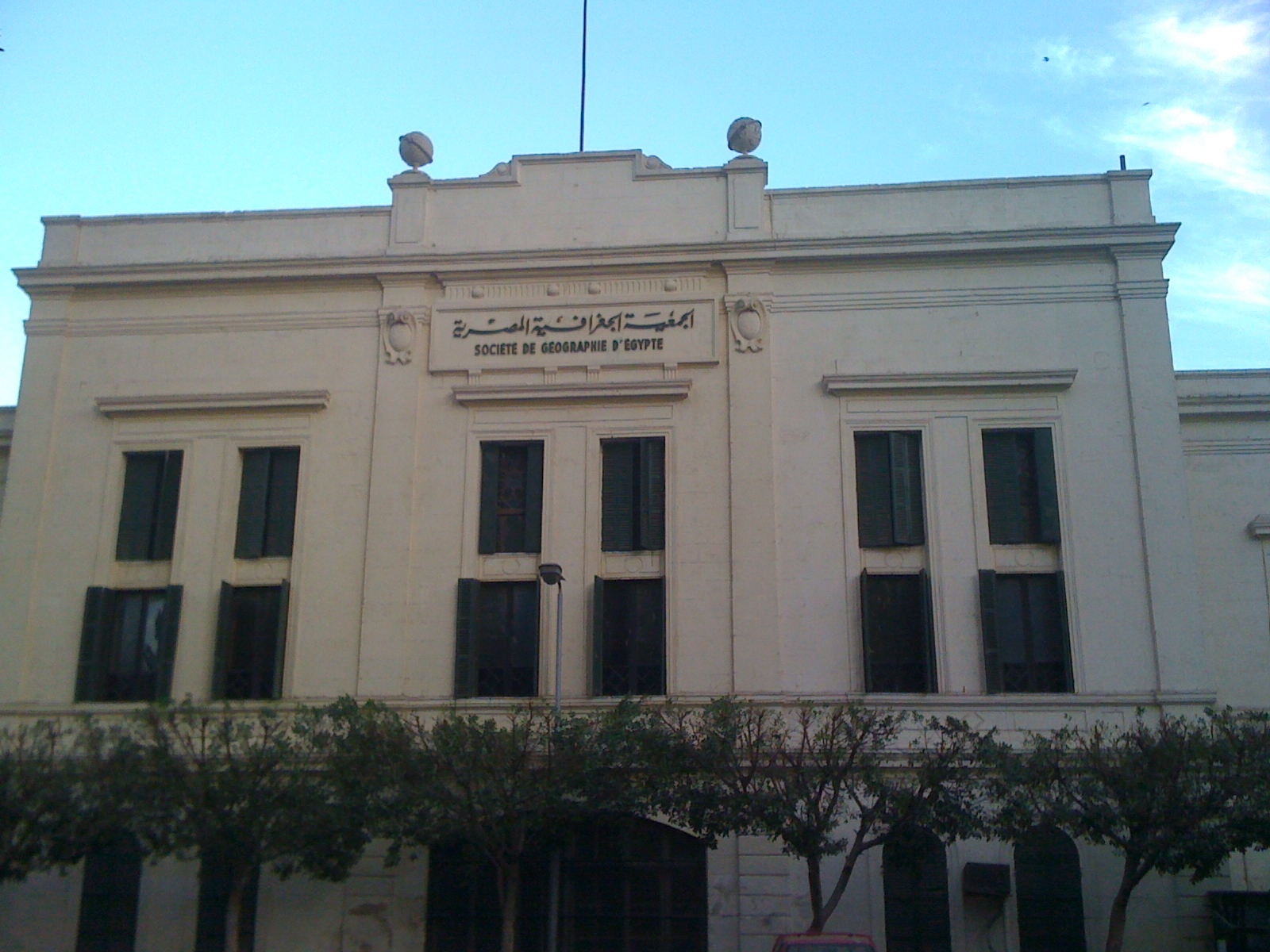
مقر الجمعية الأصلي

الجمعية الجغرافية المصرية (بالفرنسية: Société de Géographie d'Egypte)‏ أنشئت بالقاهرة سنة 1875 بهدف دراسة الجغرافيا والقيام بالمسح في أفريقيا. تصدر مجلة نصف سنوية محكمة، هي المجلة الجغرافية العربية باللغات العربية والفرنسية والإنجليزية، وتنشر أبحاث علمية، وتلقي محاضرات وندوات. تضم مكتبتها مجموعة قيمة من الكتب النادرة والمتخصصة بالإضافة إلى الخرائط والمخطوطات، وفيها متحف لعلم الأعراق.

## الجمعية الجغرافية الخديوية
كان الخديو إسماعيل مهتمًا بالبحوث الجغرافية التي كانت تجري في إفريقيا، ولا سيما في الجهات التي كُشفت من منطقة منابع النيل، فأنشأ الجمعية الجغرافية الخديوية (بالفرنسية: La Société Khedivial de Géographie)‏ في 19 مايو 1875، لتكون دار محفوظات لما يُجمع هناك من الآثار والتحف، وليرجع إليها من يريد البحث والاستقصاء وأسند رئاستها إلى عالم النبات والمستكشف الألمانى غورغ أوغست شفاينفورت.
تلقت الجمعية في أول عهدها بحوثًا من المستكشفين الذين جالوا مجاهل إفريقيا، أمثال ستانلي وبرتون وبيكر وجسي وماسون وبياجا ورولفس وبوردي، ونُشرت هذه الأبحاث في مجلة كانت تصدرها الجمعية سنويًا. كما اشتركت هيئة أركان حرب الجيش المصري والقائمقام محمد مختار بك والأميرالاي محمد صديق بك ومحمود الفلكي باشا في الاستكشافات الجغرافية، وأرسلوا نتائجها إلى الجمعية.
تغير اسمها بعد إعلان الجمهورية سنة 1953 لتصبح الجمعية الجغرافية المصرية.

## رؤساء الجمعية
- غورغ أوغست شفاينفورت (1875 - 1879)
- الجنرال ستون باشا (تولى في 11 ديسمبر 1879 - 1882)
- إسماعيل أيوب باشا (تولى في 15 يناير 1883 حتي نهاية العام نفسة)
- محمود الفلكي باشا (تولى في 11 ديسمبر 1883 - 1889)
- الأمير عباس حلمي (تولى في 22 مارس 1889- 1890)
- الدكتور و.ب. أبات باشا (تولى سنة 1890- 1915)
- الأمير احمد فؤاد «الملك فؤاد الأول» (تولى في 30 أكتوبر 1915- 1918)
- إسماعيل صدقي باشا (تولى في 15 أبريل 1918حتي نهاية العام نفسة)
- البروفيسور مسيو جورج فوكارت (تولى في 3 ديسمبر 1918 - 1926)
- الدكتور وليم فريرز هيوم (تولى في 17 نوفمبر 1926 - 1946)
- مصطفى بك عامر ( 1955- 1965)
- سليمان حزين ( 1965 - 1993)
- محمد صفي الدين ابوالعز ( 1993 - 2015)
- السيد السيد الحسيني ( 2015 - 2022 )
- محمد زكي السديمي (2022 - حتى الآن)